# Kerri Strug
Kerri Allyson Strug (Tucson, 19 de novembro de 1977) é uma ex-ginasta americana que competiu em provas de ginástica artística. 
Strug fez parte da equipe americana que conquistou pela primeira vez a medalha de ouro na competição coletiva nos Jogos Olímpicos de Atlanta, em 1996. Membro importante das Sete Magníficas, comoveu o mundo durante o evento, a saltar com seu tornozelo lesionado, a fim da conquistar a medalha de ouro para seu país.

## Carreira
Kerri foi treinada pelo americano Jim Gault logo no início de sua carreira, mas depois de certo tempo passou a ser treinada pelo veterano Béla Karolyi, em janeiro de 1991, juntando-se a equipe nacional no mesmo ano. Em 1992, aos quatorze anos, conquistou uma medalha de bronze por equipes nos Jogos Olímpicos de 1992 em Barcelona,- sua primeira aparição olímpica-, onde fora a mais jovem ginasta da equipe. Karolyi aposentou-se no mesmo ano, deixando Kerri sem técnico e pronta para desistir da ginástica. Pouco depois, mudou-se para Edmond-Oklahoma, onde passou a ser treinada por Steve Nunno no Dynamo Gymnastics Club treinando ao lado de Shannon Miller. No ano posterior, participou do Campeonato Nacional, onde terminou com a prata nas barras, e o bronze no concurso geral e no solo.
Durante a mesma competição caiu em sua apresentação nas barras assimétricas, tendo que ser levada para fora do ginásio em uma maca, ficando por certo tempo em tratamento no Desert Regional Hospital. Conseguiu recuperar-se a tempo para participar no Mundial de Dortmund, em 1994. No mesmo ano participou de mais um Campeonato Nacional, onde foi quinta no individual geral e bronze nas barras assimétricas. Em 1995, fora novamente bronze, dessa vez por equipes no Campeonato Mundial de Sabae, além de sétima ranqueada no individual geral 
Em 1996, Karolyi voltou a treinar a equipe americana, e Kerri retornou ao ginásio para se preparar para as Olimpíadas de Atlanta. Pouco antes da Olimpíada, Kerri foi ouro no individual geral na Copa América, além de conquistar o ouro na trave e solo, e a prata no salto e barras. No Campeonato Nacional, Strug foi apenas quinta no individual geral, e prata no salto e solo. Em meados de agosto, Kerri disputou as Olimpiadas de Atlanta, integrando as Sete Magníficas. Após os exercícios obrigatórios, classificou-se em nono para a final do individual geral. Fez ainda a segunda maior pontuação no solo, ficando atrás apenas da ucraniana Lilia Podkopayeva. Porém, ao final da classificatória, fora superada por duas ginastas, e terminou com o quarto lugar no solo.
Na final coletiva, sem a presença da equipe sovíetica,- desmembrada em 1991 -, as russas e romenas eram favoritas ao ouro. Ao fim de três rotações, as americanas terminaram na primeira colocação. Sendo o salto, o último aparelho, a equipe estava a frente por 0,897 pontos da segunda colocada. Kerri fora a última ginasta a saltar, e sofreu a queda em seu primeiro exercício, quebrando o tornozelo. Na segunda tentativa, pontou 9,712, e sentindo forte dores no tornozelo, teve que ser levada para fora da pista de corrida, auxiliada pelos técnicos. Com sua nota superando o esperado, levou à vitória a equipe americana. Por conta de sua lesão não pode competir nas finais individuais.
Após o encerramento das Olimpíadas, Kerri anunciou oficialmente sua aposentadoria do desporto, virando heroína nacional. A ex-ginasta ainda fez uma visita ao ex presidente americano Bill Clinton, aparecendo em inúmeros programas de TV e talks shows.

## Principais resultados
| Ano  | Evento                                    | AA                | Equipe            | Salto sobre o cavalo | Trave           | Barras assimétricas | Solo              |
| ---- | ----------------------------------------- | ----------------- | ----------------- | -------------------- | --------------- | ------------------- | ----------------- |
| 1992 | Jogos Olímpicos                           |                   | Medalha de bronze |                      |                 |                     |                   |
| 1993 | Campeonato Nacional Americano             | Medalha de bronze |                   |                      |                 | Medalha de prata    | Medalha de bronze |
| 1994 | Campeonato Mundial de Ginástica Artística |                   | Medalha de prata  |                      |                 |                     |                   |
| 1994 | Campeonato Nacional Americano             | 5º                |                   |                      |                 | Medalha de bronze   |                   |
| 1995 | Campeonato Mundial de Ginástica Artística | 7º                | Medalha de bronze |                      |                 |                     |                   |
| 1996 | Copa América                              | Medalha de ouro   |                   | Medalha de prata     | Medalha de ouro | Medalha de prata    | Medalha de ouro   |
| 1996 | Jogos Olímpicos                           |                   | Medalha de ouro   |                      |                 |                     |                   |